# Alan J. Heeger

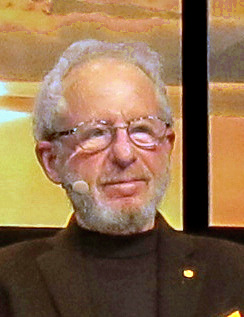
Alan J. Heeger (2013)

Alan Jay Heeger (* 22. Januar 1936 in Sioux City, Iowa) ist ein US-amerikanischer Chemiker und Physiker. Zusammen mit Alan G. MacDiarmid und Hideki Shirakawa 
erhielt er im Jahr 2000 den Chemie-Nobelpreis für die Entdeckung und Entwicklung leitfähiger Polymere.

## Leben
Heeger studierte an der University of Nebraska (Bachelor 1957) und promovierte 1961 bei Alan Mark Portis (1926–2010) an der University of California, Berkeley mit der Arbeit Studies on the magnetic properties of canted antiferromagnets. Ab 1962 war er Assistant Professor für Physik an der University of Pennsylvania, wo er 1964 Associate Professor und 1967 Professor wurde. 1974 bis 1981 war er dort Direktor des Laboratory for Research on the Structure of Matter. 
Er lehrt seit 1982 an der University of California, Santa Barbara, zunächst als Professor für Physik, ab 1987 als Professor für Materialwissenschaften (Professor of Materials). 1982 bis 1999 war er dort Direktor des Institute for Polymers and Organic Solids. 
1963 wurde er Sloan Research Fellow, und 1968/69 war er als Guggenheim Fellow Gastprofessor an der Universität Genf. Außerdem war er 1969 Fellow der American Physical Society. Ab 1988 war er Adjunct Professor of Physics an der University of Utah.
1990 gründete er die UNIAX Corporation.
1983 erhielt er den Oliver E. Buckley Condensed Matter Prize der American Physical Society. 1995 erhielt er den Balzan-Preis und seit 2001 ist er Mitglied der National Academy of Sciences.
Sein Sohn ist der Neurowissenschaftler David Heeger (* 1961).